# Калинове (Покровський район)
Кали́нове (Марієнорт) — село Новогродівської міської громади Покровського району Донецької області, Україна. У селі мешкає 219 осіб.

## Загальні відомості
Відстань до райцентру становить 32 км і проходить автошляхом місцевого значення. Землі села межують із с. Карлівка Мар'їнського району Донецької області.

## Історія
Село засноване 1885 р. менонітами з молочанських колоній під назвою Марієнорт.  Менонітська община Мемрик. Молитовний дім (1898). Землі 1260 десятин. Вітряк (1889), цегельний завод (1908), лавка. Школа (1887). Учасник Всеросійської менонітської конференції (1905). 
7 (20) листопада 1917 року, відповідно до Третього Універсалу Української Центральної Ради, увійшло до складу Української Народної Республіки. 

## Населення
| Рік  | Кількість населення |
| ---- | ------------------- |
| 1911 | 151                 |
| 1926 | 245/238 нем.        |

### Мова
Розподіл населення за рідною мовою за даними перепису 2001 року:
| Мова       | Кількість | Відсоток |
| ---------- | --------- | -------- |
| українська | 169       | 74.89%   |
| російська  | 13        | 25.11%   |
| Усього     | 219       | 100%     |

За даними перепису 2001 року населення села становило 219 осіб, із них 74,89 % зазначили рідною мову українську та 25,11 % — російську.